# Vlastislav Navrátil
Vlastislav Navrátil (* 20. června 1968 Valašské Meziříčí) je český politik, fotograf a podnikatel, od roku 2006 do roku 2018 zastupitel města Valašské Meziříčí, bývalý člen TOP 09.

## Život
Do roku 2003 byl zaměstnaný jako barman a provozní vedoucí. Od roku 2003 je osobou samostatně výdělečně činnou, živí se jako fotograf, IT konzultant a koordinátor webových projektů.
Vlastislav Navrátil žije ve městě Valašské Meziříčí v okrese Vsetín. Od roku 1990 je ženatý, má dvě děti.

## Politické působení
Od července 2009 do ledna 2019 byl členem TOP 09. Ve straně působil také jako člen Výkonného výboru a předseda TOP 09 Zlínského kraje.
Do komunální politiky vstoupil, když jako nestraník vedl v komunálních volbách v roce 2006 kandidátku SNK-ED do Zastupitelstva města Valašské Meziříčí. Uspěl a stal se městským zastupitelem, později také radním města. Funkci zastupitele obhájil ve volbách v roce 2010 už jako člen a lídr kandidátky TOP 09, skončil však v opozici i v roli radního. Také ve volbách v roce 2014 vedl kandidátku TOP 09 a opět se stal městským zastupitelem. Působí jako člen Výboru sportu a volného času. Podílel se na zprůhlednění výběrových řízení radnice a zavedení elektronických aukcí.[zdroj?] Prosazoval podporu mládežnického sportu a rovný přístup ke všem sportovním oddílům ve městě.[zdroj?] Ve volbách 2018 vedl kandidátku TOP 09.
V krajských volbách v roce 2008 kandidoval jako nestraník za SN v rámci subjektu "Koalice nestraníků" (tj. SN a hnutí Nestraníci) do Zastupitelstva Zlínského kraje, ale neuspěl. O čtyři roky později kandidoval ve volbách 2012 jako člen TOP 09 za subjekt "Starostové a TOP 09 pro Zlínský kraj", ale opět neuspěl. V krajských volbách v roce 2016 byl lídrem kandidátky TOP 09 ve Zlínském kraji, ale neuspěl a do zastupitelstva se nedostal.
Ve volbách do Poslanecké sněmovny PČR v roce 2013 kandidoval na 2. místě za TOP 09 ve Zlínském kraji, skončil jako 3. náhradník.